# Mount Barlow
Mount Barlow är ett berg i Kanada.   Det ligger i provinsen Alberta, i den centrala delen av landet, 3 100 km väster om huvudstaden Ottawa. Toppen på Mount Barlow är 3 143 meter över havet, eller 330 meter över den omgivande terrängen. Bredden vid basen är 3,5 km.
Terrängen runt Mount Barlow är bergig åt sydost, men åt nordväst är den kuperad. Trakten runt Mount Barlow är nära nog obefolkad, med mindre än två invånare per kvadratkilometer.. Det finns inga samhällen i närheten. 
Trakten runt Mount Barlow består i huvudsak av gräsmarker.